# Göllner János (mérnök)
Göllner János (id.) (Désakna, 1871. január 2.– Budapest, 1942. január 28.) okl. mérnök, gépész-műszaki tanár, a kolozsvári, majd a debrecen-pallagi Gazdasági Akadémián, az 1921-ben működését megkezdő debreceni Orvostudományi karon, később az összevont természettudományi képzésben a fizika tárgy tanára. Szépírói munkásságát Galambos János álnéven jegyezte.

## Származása, tanulmányai
A három-négy, tudósokból álló nemzedéket felölelő Göllner-Dohy család első jeles mezőgazdász generációjának képviselője. Édesapja bányamérnök volt, apja korai halálát követően nagynénje nevelte. A gimnáziumot Nagyszebenben végezte, szépirodalmi vonzalma mellett a műszaki pálya iránti érdeklődése (a geometria is érdekelte) megmutatkozott, melyet Kolbai Károly mezőgazdász édesapja keltett fel benne már középiskolai tanulmányai során. A Pesti Királyi József Műegyetem mérnöki (kultúrmérnöki) karára iratkozott be, majd szerzett okleveles mérnöki diplomát.

## Életpályája
Végzését követően (1898) az Esterházy uradalomban, Tatán két évig uradalmi mérnökként dolgozott. Kolozsváron a Gazdasági Akadémia 1900-ban műszaki tanszéket szervezett, amelyet Göllner sikerrel pályázott meg, és állami szolgálatba lépett. Kolozsvárott élt, 1920-ig ott dolgozott. A kolozsvári évei alatt a tangazdaság majorjának tervezését végzi, illetve a vetőmagvizsgáló építését ellenőrzi. Meteorológiai állomást is vezetett Kolozsvárott. A Kis-Szamoson átívelő gyaloghíd (1902) tervezőjének személye ugyan bizonytalan, de egyes állítások szerint Göllner ebben is részt vállalt.
1902-ben megnősült, felesége dobay Dobay Olga. Gyermekük, az 1905-ben született (ifj.) Göllner János (1944-ben változtatta apai nagyanyja után Dohyra, és Dohy (Göllner) János néven vált növénypatológussá, a növénykórtan tanárává, először Debrecenben, majd 1954-től Magyaróváron, ahol karrierjét azonban az ’56-os forradalom utáni terrorja törte ketté.
Göllner János a román mellett angol, német és francia nyelven is jól beszélt. Trianon tragédiáját követően a család Debrecenbe költözött, ahol a debrecen-pallagi Gazdasági Akadémián 1920. augusztustától 14 éven át a mezőgazdasági gépészetet, földméréstant, rajzot, fizikát, valamint gazdasági építéstant tanított ifj. Sporzon Pál és Erdei János (1892–1990, magyar mezőgazdász, gépészmérnök) munkatársainak segítségével, a műszaki tanszék vezetőjeként. Az 1930-as évek elejétől a géptan oktatását átadta Erdei Jánosnak. Egy 1928. évi rendelet a gazdasági akadémiák számára a műszaki tanszékek felállítását kötelezővé tette, amely keretei között építészeti és géptani ismereteket nyújtottak a hallgatóknak, főtárgyként. A melléktárgyak sorába tartozott a fizika, a földméréstan és az éghajlattan. E tanszék élén állt Göllner János csaknem másfél évtizedig.
A Gazdasági Akadémia megalakulását (1868) követően, a 20. század elején az állami egyetem létesítéséért folyó erőfeszítések Debrecenben is megindultak, rendkívül szerteágazó érdekkülönbségek küzdelmei mellett. Ennek során az vált mértékadóvá, hogy ki mennyit hajlandó áldozni érte (a Tiszántúli Református Egyházkerület, Debrecen városa, illetve az állam költségvállalásai)? A városi egyetemi bizottság előterjesztése alapján a közgyűlés 1908. március 26-án hozott határozatával kimondta, hogy a város a teljes, négykarú egyetem felállítására átadja a javaslatban megjelölt, vagy más alkalmas területet, a városi közkórházat és a bábaiskolát. – megbízatása segítette elő. A Debreceni Egyetem jogelődjének, a Debreceni Magyar Királyi Tisza István Tudományegyetem központi épületének alapkő-letételi ünnepségét 1927. június 3-án tartották, és 1932-ben avatták fel. Eredetileg ‒ a Kolozsvári Egyetem mintájára ‒ matematikai és természettudományi kart is terveztek, de ez akkor nem valósult meg. Felépítésében kulcsszerepet játszott gróf Klebelsberg Kunó kultuszminiszter. A természettudományi tárgyakat általában a bölcsészettudományi kar keretében oktatták, kivételt jelentett a fizika. A Bölcsészettudományi karon belül nem hoztak létre önálló fizikai intézetet, hanem csak az Orvostudományi karon. A kis létszámú matematika‒fizika és kémia‒fizika szakos évfolyamok hallgatói az orvostanhallgatók kurzusaival összevonva hallgatták a fizikát a Pallagi Gazdasági Akadémia Műszaki tanszékén.
Göllner, mint az agrárműszaki tanszék irányítója az ismeretek terjesztésében is szerepet játszott: a Debreceni Szemlében (1927-1944) 1925. novemberétől önálló rovatot vezet Pipaszónál címmel. Ebben a rovatban ütköztette a haladó és a maradi gazdák között fennálló szakmai kérdésekben az állásfoglalásait: felhívta a figyelmet az őszi szántás, tarlóhántás fontosságára, az istállóépítés, trágyatelepek létesítésére, a zöldtrágyázás, takarmánykezelés kérdéseire, az erőgépek szerkezeti ismereteire. 1926-ban Debrecenben rendezték meg az első országos legelő-rétgazdálkodási és takarmánytermesztési kiállítást, ahol népszerű formában hívta fel a figyelmet a füves területek ápolására, a gyomirtásra, felülvetésre, a fásítás fontosságára, a szakaszos legeltetés előnyeire. A kormányzó a földművelésügyi miniszter előterjesztésére Göllner János gazdasági akadémiai segédtanárt 1938-ban gazdasági akadémiai rendkívüli tanárrá nevezte ki. Göllner János 1938-ban Pestre költözött, és ott hunyt el 1942. január 28-án, életének 72. évében. Hamvai azonban a debreceni Köztemetőben nyugosznak.

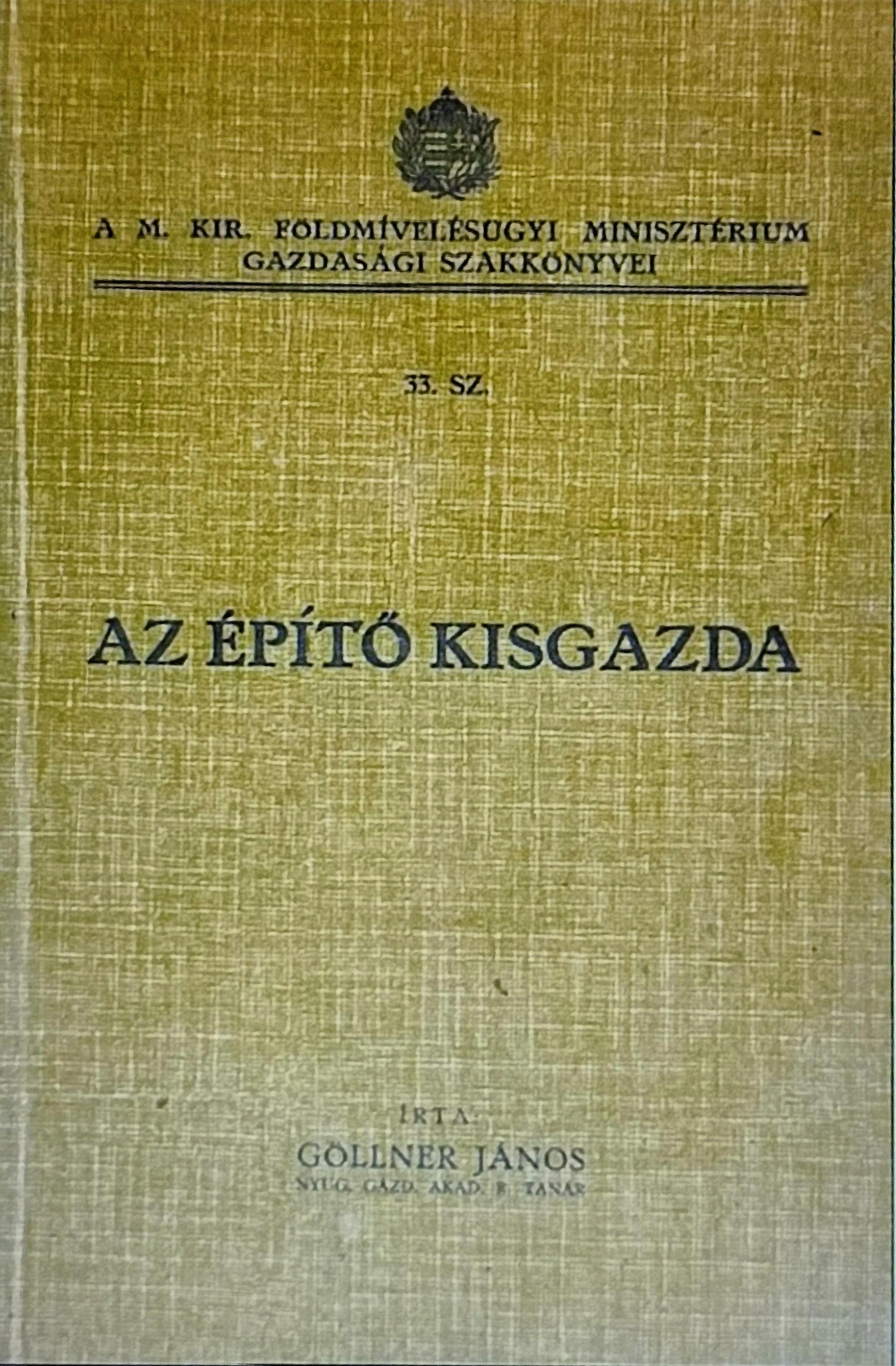
Az építő kisgazda - Göllner János könyve (1936)

## Főbb szakmai munkássága
- Rádiós Gazdasági Előadások. A gépek jelentősége a mezőgazdaságban. 25. füzet 9. évf. mell. 1/25. Magyar Királyi Földmívelésügyi Minisztérium Kiadása (1928)
- Mezőgazdasági traktorok szerkezete és kezelése. Böhm Ferenc Könyvkiadó, Debrecen. 194 o. (1928, Erdei János társszerzővel)
- Miniszteri felkérésre készítette el az Építő kisgazda c. könyvét, amely a kissé későn meginduló kisgazdálkodás színvonalának föllendítését célozta meg – sok más szakkönyv közreadása mellett. Sorozat: A magyar királyi földművelésügyi Minisztérium gazdasági szakkönyvei (33. sz., 1936) Kiadó: M. Kir. Földmívelésügyi Minisztérium, Budapest. Nyomtatta a "Pátria" Irodalmi Vállalat és Nyomdai Részvénytársaság, Budapest. 57 fekete-fehér ábrával illusztrálva. 135 o.
- Földméréstan c. főiskolai tankönyvnek szánt, 20 ív terjedelmű előkészületben lévő munkája elpusztult.[1]

## Göllner szépírói tevékenysége
Göllner János műszaki érdeklődése mellett a szépirodalom iránti fogékonyságát jelzi az a munkásság, melyet – Galambos János írói álnév alatt ugyan – de különböző alkotásokban jelentetett meg.
- 1915: Vérszerződés címmel drámát írt, melyet 1916-ban a Nagyváradi Színház be is mutatott. Jóllehet maga ugyan nem volt székely ember, de érdeklődése, szeretete a Székelyföld iránt a gyermekkori nyaralások emlékei között írásaiból is kitűnnek.

Galambos János (alias Göllner János): Elemér köve (novella, 1941)

- Galambos János (alias Göllner János): Elemér köve  (novella, 1941)1940: A Jancsi c. kisregénye Pécsett jelent meg.
- 1941: Az Elemér köve című, pompás székely nyelven írt, nagyértékű, hosszabb novellája székely népmese tárgyú, amely Szegeden jelent meg (Hargitaváralja könyvei XV.).[10][11]

Talán az sem véletlen, hogy feleségét, a csíkszentmártoni születésű (1879 /?/ ) dobay Dobay Olga költő és írónőt, újságírót és zenetörténészt, a Magyar Újságírók Szövetségének tagját (MÚOSZ) is számon tartják a Petőfi Irodalmi Múzeum adattárában. Dobay Olga előbb zenei pályára készült, a kolozsvári konzervatóriumban hegedű tanszakot végzett, később tért át érdeklődése az irodalomra. Első versei az Új Időkben jelentek meg, később az erdélyi lapokon kívül több budapesti lapban is közölt. Versei mellett zenetörténeti és néprajzi tanulmányokat is írt. Kötetei: Csak ez maradt…(Budapest,1938.); Jákob kútjánál (Budapest, 1943.). 
- Kéziratban maradt csak meg Göllner János okl. mérnök, ny. gazd. akadémiai r. tanár a Nagytétel, és a Világtalanul című munkája,[1] mintahogy befejezetlen maradt a Tudósasszony, tudósember címmel írt eredeti gyűjtése is.

Neve ugyan nem volt székely, de lelke, szíve, szeretete, munkája azzá tették. Emellett a szerénység és a lelki finomság ritka mintaképe volt. Ahogy a Hargitaváralja irodalmi lap 1942-ben megemlékezik haláláról, Göllner János rendszeresen írt a lapjukba és a Székely Lexikon összeállításában is tevékeny részt vállalt.